# Загальне положення
Загальне положення — словосполучення, що вживається в оборотах типу: «об'єкти, що знаходяться в загальному положенні, мають властивість S», «S є властивість загального положення», «Приведення об'єкта в загальне положення», точний зміст яких залежить від контексту.
Зазвичай сукупність всіх аналізованих об'єктів має структуру, що дозволяє вважати деякі підмножини «малими», «нехтуваними» або, навпаки, «великими», «масивними»; тоді властивість {\displaystyle S} вважається «властивістю загального положення», якщо об'єкти, що її мають утворюють «велику» підмножину.
Зазвичай мають на увазі одну з наступних структур:
- алгебричного многовиду,
- диференційовного многовиду (можливого, нескінченновимірного),
- топологічні простору, найчастіше простору Бера, зокрема  повного метричного простору.
- Простори з мірою.

У цих випадках, «малими» вважаються відповідно: алгебраїчні підмноговиди (меншої вимірності), диференційовні підмноговиди і скінченні або зліченні об'єднання таких,  ніде не щільних множин або множини першої категорії, множини міри нуль.
Множини вважаються «великими», якщо доповнення до них — «мале».

## Приклади
- Точки на площині знаходяться в загальному положенні, якщо ніякі три не лежать на одній прямій.
- На площині пряма і коло в загальному положенні або не перетинаються, або перетинаються в двох точках. У цьому випадку об'єкт є пара — пряма і коло. Сукупність усіх таких пар природно забезпечуються всіма названими вище структурами, і загальне положення можна розуміти згідно з будь-яким з описаних варіантів.
- Гладка функція загального положення є функцією Морса.
- Два підмноговида додатньої вимірності в загальному положенні перетинаються трансверсально.